# Matt Busby
Sir Matt Busby (1909. május 26., Orbiston, Bellshill, Skócia – 1994. január 20., Cheadle, Stockport) skót válogatott labdarúgó, később a Manchester United edzője volt. Az Old Traffordban szobrot is állítottak emlékére.

## Pályafutása

### Játékosként
1928-tól 1936-ig a Manchester City játékosa volt. 1936-ban távozott a Liverpool csapatához, ahol hat évet töltött.

### Edzőként
1945. február 1-től tevékenykedett a Manchester United edzőjeként és 25 éven keresztül, 1139 mérkőzésen irányította a csapatot (570 győzelem, 268 döntetlen és 301 vereség). Egy év szünet után visszatért és második ciklusában (1970. december 28-tól 1971. június 2-ig), 15 győzelmet, 4 döntetlent és 8 vereséget abszolvált csapatával.
A Manchester Unitednél töltött időszak alatt az 1948-as londoni olimpián ő vezette a brit labdarúgó-válogatottat, akikkel a negyedik helyen végeztek.
1958-ban Skócia szövetségi kapitányaként 2 győzelem, 3 döntetlen és 3 vereség volt a mérlege.